# Wu Fei
Wu Fei' (Chino: 吴 非, pinyin:. Wu Fei, n. 12 de mayo de 1977) es una cantante, compositora y pianista china. 

## Biografía
Wu Fei nació en Pekín. Estudió composición en el Conservatorio de Música de China y en el Colegio "Mills" (EE. UU.). Ella participó a dúo junto al cantautor británico Fred Frith, en dos de sus álbumes como Eye to Ear II y Eye to Ear III, así como para una banda sonora de una película documental producida por la PBStitulada "The Happy End Problem".
En 2007, Wu Fei debuta en solitario tras lanzar su álbum titulado "A Distant Youth", que fue lanzado bajo el sello discográfico de "Forrest Hill Records". Los registros de esta producción de su álbum, también cuenta con la colaboración de Fred Frith (guitarra), Carla Kihlstedt (violín) y Helge Andres Norbakken (percusión).
En octubre de 2008, Wu Fei lanzó un CD titulado "YUAN-缘", producido por John Zorn bajo el sello de "Tzadik" que fue lanzado en otoño de dicho año. Otro tema musical titulado "She Huo-社 火", incluido también en este disco, se estrenó en el "Sala de Conciertos de la Ciudad Prohibida" (Pekín) con Percusiones Claviers de Lyon, Francia, en primavera de 2007. En 2008, se trasladó a Nueva York.
En octubre de 2009, lanzó un DVD musical con un tema titulado "Shan Qi", que fue estrenado por el sello "Ozella Music" de  Alemania, que fue filmado en los Alpes italianos y que contó con varios destacados músicos europeos, entre ellos Guo Yue, Giovanni Amighetti (producer), Guido Ponzini y Helge A. Norbakken.
En marzo de 2011, Wu Fei ofreció un concierto en vivo en Guzheng y en el desfile de modas de Hermès, durante la semana de la moda de París.

## Discografía
- Yuan – November 2008, Tzadik Records (US).
- A Distant Youth – September 2007, Forrest Hill Records (Italy).

### Músicos invitados
- Fred Frith: Clearing Customs – February 2011, Intakt Records (Switzerland), a project under Germany's SWR "New Jazz Metting".
- Abigail Washburn: City of Refuge – January 11, 2011, Rounder Records (US).
- Fred Frith: Eye to Ear III – November 2010, Tzadik Records (US).
- Various artists: Shan Qi (DVD) – November 2009, Ozella Music (Germany).
- Fred Frith: The Happy End Problem – December 2006.
- Fred Frith: Eye to Ear II – 2004, Tzadik Records (US).